# Silvan Wyss
Silvan Wyss (* 30. April 1993 in Biel/Bienne) ist ein Schweizer Eishockeyspieler, der seit der Saison 2017/18 beim EHC Olten in der National League B unter Vertrag steht.

## Karriere
Wyss erlernte das Eishockeyspiel bei den Junioren des EHC Biel. Er spielte in seiner Jugendzeit zudem für verschiedene Juniorenauswahlen der Schweizer Nationalmannschaft. In der Saison 2011/12 gab Wyss sein Debüt in der höchsten Spielklasse der Schweiz. 2013 wechselte der Center zu den SCL Tigers in die National League B. Mit den Emmentalern feierte Wyss 2015 den Gewinn der B-Meisterschaft und den Aufstieg in die National League A. Im Dezember 2016 wurde Wyss bis Ende Saison zu Hockey Thurgau in die NLB ausgeliehen. Zu den Tigers kehrte er jedoch nicht mehr zurück, stattdessen unterschrieb er einen Einjahresvertrag mit Option auf eine weitere Saison beim EHC Olten.

## Erfolge und Auszeichnungen
- 2015 Meister der NLB und Aufstieg in die NLA mit den SCL Tigers